# Springfield M1903
Das Springfield M1903 ist ein in den Vereinigten Staaten von Amerika entwickeltes und von 1903 bis 1944 in Serie produziertes Repetiergewehr.
Die von den US-Streitkräften als US Rifle, .30 caliber, M1903 bezeichnete Waffe wird oft auch einfach Springfield genannt.

## Geschichte
Im Spanisch-Amerikanischen Krieg (1898) nutzte die spanische Armee Mauser-Gewehre Modell 1893 im Kaliber 7 mm. Diese waren den von den US-Truppen eingesetzten Krag-Jørgensen-Gewehren in den ballistischen Leistungen überlegen. Während die Anfangsgeschwindigkeit des Krag-Gewehres bei etwa 600 m/s lag, erreichte das Geschoss des spanischen Mauser 1893-Gewehres über 700 m/s, was auf den höheren Verbrennungsdruck zurückzuführen war. Eine Anpassung an diese Leistung war mit den Krag-Gewehren nicht möglich, da deren Verschluss nur über eine Verschlusswarze verfügte, die Mauser-Verschlüsse die auftretenden Kräfte jedoch auf zwei Warzen verteilten. Zudem konnten die Mausergewehre dank eines Ladestreifens schneller nachgeladen werden.
Das Bureau of Ordnance entschied sich deshalb für die Neukonstruktion von Waffe und Munition. Das zu entwickelnde Gewehr sollte eine wesentlich stärkere, der Krag-Patrone überlegene Patrone im Kaliber .30 (7,62 mm) verschießen. Das Rundkopfgeschoss sollte aus dem 30 Zoll (762 mm) langen Lauf eine Anfangsgeschwindigkeit (V0) von 2.300 ft (700 m/s) erreichen.

## Entwicklung

### U.S. Rifle Model 1900 .30
Die Studien führten zur Entwicklung eines ersten Prototyps, der weitgehend dem früher von der US-Armee getesteten Mauser M1892 entsprach. Die Waffe wurde jedoch nicht weiterentwickelt. Auf Anweisung des Chief of Ordnance wurde 1900 entschieden, ein Gewehr mit Elementen des Krag M1898 und des spanischen Mausergewehres Modell 1893, von dem sich eine große Zahl von erbeuteten Exemplaren in den Händen der USA befanden, weiterzuentwickeln. Von dieser Entwicklung wurde ein einziges Exemplar im Kaliber .30 am 25. August 1900 fertiggestellt.
Die Waffe hatte eine Gesamtlänge von 49,75" (1,26 m) und eine Lauflänge von 30" (76,2 cm). Schaft, Laufbänder und Visierung sowie die Schlagbolzenfunktion und der Sicherungsmechanismus wurden vom Krag übernommen. Das Patronenlager des vom Krag übernommenen Laufes war an die längere Patrone angepasst. Der Verschluss und das integrierte Magazin orientierten sich am spanischen Mausergewehr Modell 1893. Die Patronenzufuhr konnte wie beim Krag-Jørgensen-Gewehr mit einer schwenkbaren Metallplatte verhindert werden, die Waffe konnte so als Einzellader eingesetzt werden. Am 2. Oktober 1900 wurde die Waffe einer Offizierskommission vorgelegt. Diese befand:

“… the arm has successfully passed the test to wich it has been subjected, the minor difficulties which were experienced being only what might reasonably be expected in the case of a new gun that hat not previously been tested.”

„Die Waffe hat den Test erfolgreich bestanden, zu dem sie eingereicht wurde, und die kleinen Probleme, die dabei auftraten, sind das, was bei einer neuen und bisher nicht getesteten Waffe zu erwarten war.“

### U.S. Rifle Model 1901 .30
Die Weiterentwicklung des M1900 führte zum Modell 1901, das für die randlose Patrone im Kaliber .30 eingerichtet war. Das Gewehr hatte eine Gesamtlänge von 49,75" (1,26 m) und eine Lauflänge von 30" (76,2 cm). Von der Konstruktion her war es eine Kombination aus dem M1898 Krag-Jørgensen und dem Verschluss-System von Mauser. Das mit dem Putzstock kombinierte Spitzbajonett glich dem des Springfield M1888 Trapdoor. Der Magazinkasten war vollständig in den Schaft integriert und ragte nicht mehr nach unten heraus. Korn und Schiebevisier wurden von den zeitgleich produzierten Krag M98 Gewehren übernommen.
Der Jahresbericht von Brigadegeneral William Crozier (Chief of Ordnance Department) führt an:

“The improved musket has been completed, and tried, with very satisfactory results. The principal points of its difference from the present service musket are the use of two lugs instead of one for holding the bolt against the rearward pressure of the powder, with resulting increase of strength sufficient to enable a velocity of 2300 feet per second to be obtained.”

„Das verbesserte Gewehr wurde fertiggestellt und mit sehr zufriedenstellenden Ergebnissen getestet. Der wichtigste Unterschied zur bestehenden Waffe ist die Nutzung von zwei statt einer Verschlusswarze für die Verriegelung gegen den Gasdruck. Dieses ergibt eine Verstärkung, die eine Geschossgeschwindigkeit von 2330 Fuß je Sekunde erlaubt.“

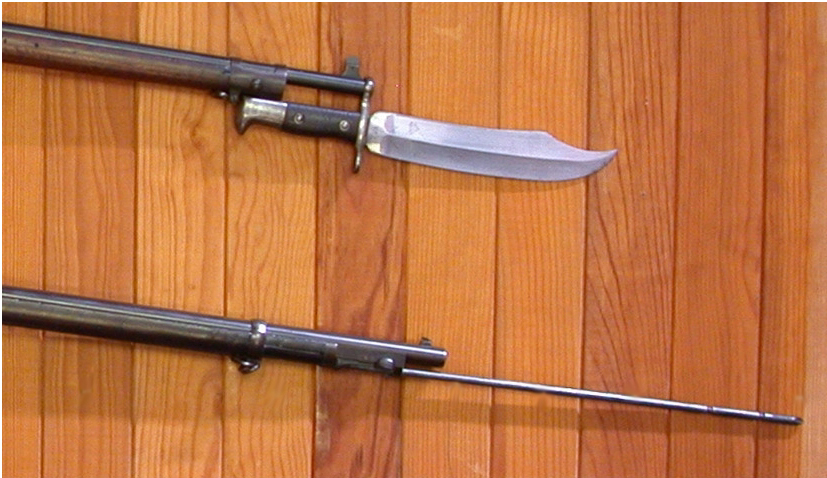
Oben: US Krag Bowie Bajonett. Unten: Springfield M1888 Putzstock/Spitzbajonett

Es wurden 5.000 Waffen für Feldversuche in Auftrag gegeben, wobei man von einer Produktionsrate von 125 Gewehren pro Tag ausging. General Crozier fiel auf, dass während der Feldversuche noch täglich etwa 200 Krag-Gewehre hergestellt wurden. Er erreichte, dass genügend Geld für die Produktion von 100 Testwaffen freigegeben wurde. Abweichend vom eigentlichen Modell 1901 wurden nicht nur 22"-Läufe für die Karabiner und 30"-Läufe für die Gewehre, sondern auch 24"- und 26"-Läufe verbaut.
Ab Mitte 1901 bis September 1902 wurden umfangreiche Tests mit den produzierten Waffen durchgeführt. Unter anderem änderte man den Drallwinkel von 10" auf 8" pro Umdrehung, was sich positiv auf die Schusspräzision auswirkte ohne den Verschleiß signifikant zu ändern. Für die Produktionsrechte am Mauser-System zahlte die US-Regierung 200.000 US-Dollar.

## Serienproduktion

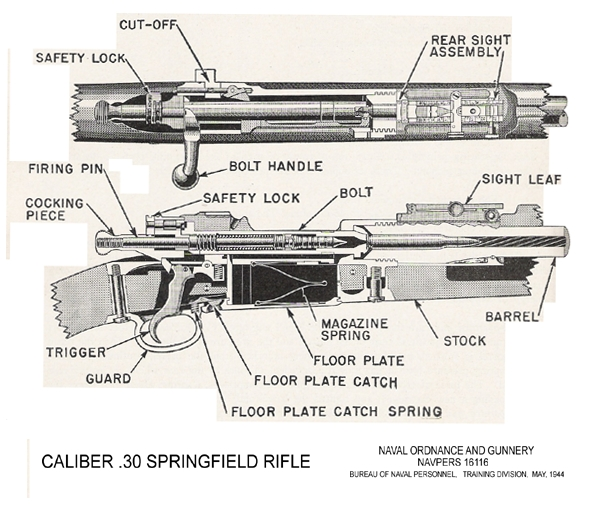
Schnittbild des .30 Springfield Verschlusssystems

Die zur Serienfertigung entwickelte Waffe wurde ab 1904 unter der Bezeichnung „M1903“ im Springfield Arsenal produziert.
Nachdem sich die .30-Kaliber-Munition mit dem runden Bleikopf, Geschossgewicht 220 Grains (.30-06 soft point) nicht bewährt hatte, ersetzte man diese ab 1906 mit einer Abwandlung der 1905 in Deutschland als Spitzpatrone eingeführten Munition. Diese wurde als Caliber .30-06 Springfield full jacketed (Vollmantel) bezeichnet, das Geschoss wog 150 Grains, es wurde auch mit Hohlspitz (hollow point) produziert.

### M1903 A1
Das M1903 A1 wurde am 5. Dezember 1929 eingeführt. Mit dieser Version wurde der S-Schaft durch den C-Schaft abgelöst, welcher sich durch eine längere und gestrecktere, also schlankere, Form auszeichnet und über einen Pistolengriff verfügt. Außerdem befinden sich nunmehr am Vorderschaft Griffrillen.
Bis etwa 1936 hatten alle Gewehre auf der rechten Seite des Verschlussrings eine Bohrung von einem Achtel Zoll Durchmesser, durch die beim Reißen einer Hülse die Gase nach außen abgeleitet werden sollten. Ab 1936 wurde auf der linken Seite eine ebensolche Bohrung angebracht.

### M1903 A3

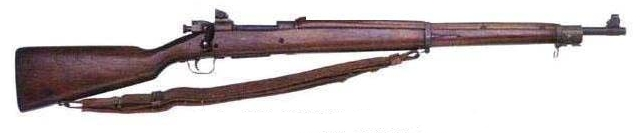
M1903 A3

Am 21. Mai 1942 wurde das M1903 A3 eingeführt. Hier findet sich wieder nur eine Gasentlastungsbohrung, diesmal auf der linken Seite. Der Vorderschaft hat keine Griffrillen, der Kolben wurde sowohl gerade als auch mit Pistolengriff gefertigt.

### M1903 A4

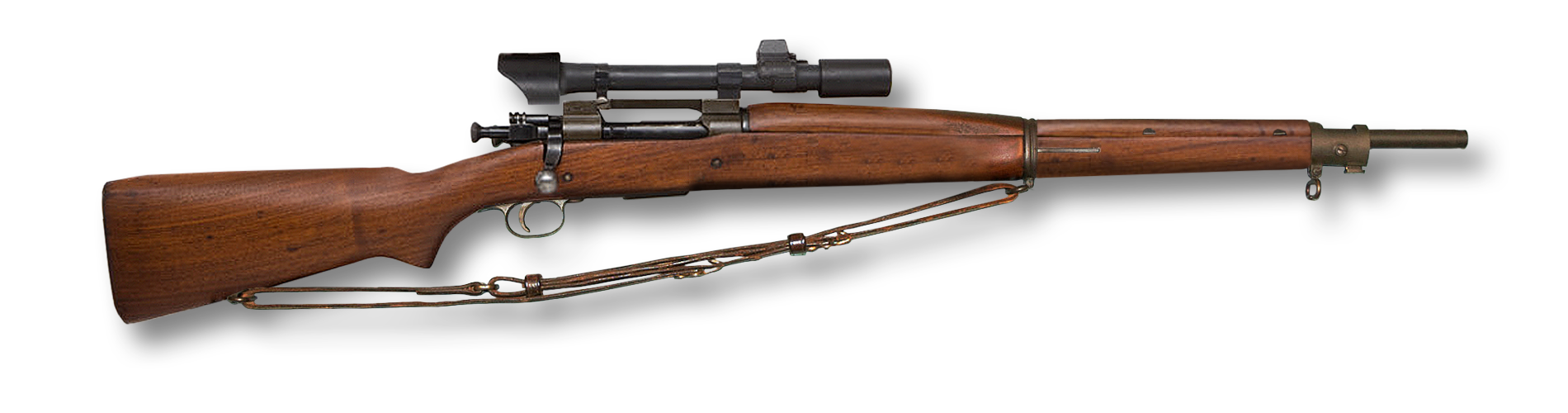
M1903 A4 mit M84-Zieloptik

Das Modell M1903 A4 wurde am 18. Januar 1943 eingeführt. Die Scharfschützen verwendeten die Version M1903A4 zum Teil noch im Koreakrieg. Diese kam ab Werk ohne feste Visierung und konnte nur mit Optik verwendet werden. Als Zielfernrohre waren das M73 von Lyman Alaskan und M73B1 von Weaver möglich.

### M1903 Air Service
Für den Einsatz in Beobachtungsballons und Flugzeugen des Army Air Service wurden 910 Gewehre umgerüstet. Dabei wurde der Vorderschaft auf 5,75" und die Schulterstütze auf 29" verkürzt. Die Visierung wurde verkürzt und mit einem rechteckigen Ausschnitt versehen, so dass sie als offene Visierung benutzt werden konnte. Das Korn wurde gleichzeitig breiter. Außerdem erhielten die Waffen ein auswechselbares 25-Schuss-Magazin.

## Mangelhafte Fertigungsqualität von Verschlussgehäusen
Bei frühen in der Springfield Armory gefertigten Waffen, Seriennummer bis 800.000 war die Materialqualität des Verschlussgehäuses ungenügend, der Stahl war brüchig. Auch die später zwischen der Seriennummer 800.000 und 1.275.767 sowie die im Rock Island Arsenal aus „Springfield Armory Class C Steel“ gefertigten Verschlussgehäuse waren, obschon besser als ihre Vorgänger, den später bis 1942 gefertigten Gehäusen aus Nickelstahl unterlegen. Die Verwendung dieser frühen Waffen zum Sportschießen wurde deshalb nicht empfohlen.